# Tide (Schiff)
Die Tide ist ein gewässerkundliches Messschiff der Bundesrepublik Deutschland.

## Geschichte
Das Schiff wurde 1989/90 unter der Baunummer 37147 bei den Deutschen Industrie-Werken in Berlin gebaut. Die Kiellegung fand am 28. August, der Stapellauf am 14. Dezember 1989 statt. Die Fertigstellung erfolgte im März 1990. 
Das Schiff wird vom Wasserstraßen- und Schifffahrtsamt Weser-Jade-Nordsee auf der Unter- und Außenweser für gewässerkundliche Messungen (Strömungs-, Durchfluss- und Wasserstandsmessungen sowie Gewässergütemessungen) und Pegelkontrollfahrten eingesetzt.
Namensgeber des Schiffes sind die auch als Tiden bezeichneten Gezeiten.

## Technische Daten und Ausstattung
Das Schiff wird von einem Sechszylinder-Viertakt-Dieselmotor des Herstellers Motorenwerke Mannheim (Typ: TBD 604 BL 6) mit 514 kW Leistung angetrieben. Der Motor wirkt über ein Getriebe auf einen Festpropeller. Das Schiff erreicht eine Geschwindigkeit von 12 kn.
Im Bug des Schiffes befindet sich eine als Wasserstrahlantrieb ausgelegte Querstrahlsteueranlage mit 145 kW Leistung. Der Rumpf des Schiffes ist eisverstärkt (Eisklasse „E“).
Für die Stromerzeugung stehen zwei Generatoren zur Verfügung. Der Hauptgenerator verfügt über 240 kVA, der Hafengenerator über 53 kVA Scheinleistung.